# Gressey
Gressey és un municipi francès, situat al departament d'Yvelines i a la regió de Illa de França. L'any 2007 tenia 535 habitants.
Forma part del cantó de Bonnières-sur-Seine, del districte de Mantes-la-Jolie i de la Comunitat de comunes del Pays Houdanais.

## Demografia

### Població
El 2007 la població de fet de Gressey era de 535 persones. Hi havia 195 famílies, de les quals 33 eren unipersonals (17 homes vivint sols i 16 dones vivint soles), 61 parelles sense fills, 93 parelles amb fills i 8 famílies monoparentals amb fills.
La població ha evolucionat segons el següent gràfic:
Habitants censats

### Habitatges
El 2007 hi havia 241 habitatges, 198 eren l'habitatge principal de la família, 36 eren segones residències i 7 estaven desocupats. 222 eren cases i 18 eren apartaments. Dels 198 habitatges principals, 169 estaven ocupats pels seus propietaris, 21 estaven llogats i ocupats pels llogaters i 7 estaven cedits a títol gratuït; 5 tenien una cambra, 12 en tenien dues, 16 en tenien tres, 25 en tenien quatre i 139 en tenien cinc o més. 157 habitatges disposaven pel capbaix d'una plaça de pàrquing. A 60 habitatges hi havia un automòbil i a 134 n'hi havia dos o més.

### Piràmide de població
La piràmide de població per edats i sexe el 2009 era:
| Homes | Edats   | Dones |
| ----- | ------- | ----- |
| 0     | 95 o +  | 4     |
| 0     | 90 a 94 | 0     |
| 0     | 85 a 89 | 4     |
| 4     | 80 a 84 | 0     |
| 0     | 75 a 79 | 12    |
| 8     | 70 a 74 | 8     |
| 16    | 65 a 69 | 12    |
| 8     | 60 a 64 | 4     |
| 8     | 55 a 59 | 8     |
| 24    | 50 a 54 | 16    |
| 36    | 45 a 49 | 28    |
| 16    | 40 a 44 | 28    |
| 12    | 35 a 39 | 12    |
| 16    | 30 a 34 | 20    |
| 16    | 25 a 29 | 8     |
| 8     | 20 a 24 | 16    |
| 24    | 15 a 19 | 12    |
| 16    | 10 a 14 | 28    |
| 12    | 5 a 9   | 16    |
| 16    | 0 a 4   | 12    |

## Economia
El 2007 la població en edat de treballar era de 361 persones, 287 eren actives i 74 eren inactives. De les 287 persones actives 272 estaven ocupades (152 homes i 120 dones) i 15 estaven aturades (8 homes i 7 dones). De les 74 persones inactives 22 estaven jubilades, 30 estaven estudiant i 22 estaven classificades com a «altres inactius».

### Ingressos
El 2009 a Gressey hi havia 201 unitats fiscals que integraven 554 persones, la mediana anual d'ingressos fiscals per persona era de 25.915 €.

### Activitats econòmiques
Dels 31 establiments que hi havia el 2007, 3 eren d'empreses de fabricació d'altres productes industrials, 5 d'empreses de construcció, 3 d'empreses de comerç i reparació d'automòbils, 2 d'empreses d'hostatgeria i restauració, 2 d'empreses d'informació i comunicació, 1 d'una empresa immobiliària, 11 d'empreses de serveis, 3 d'entitats de l'administració pública i 1 d'una empresa classificada com a «altres activitats de serveis».
Dels 5 establiments de servei als particulars que hi havia el 2009, 1 era un paleta, 1 fusteria, 2 lampisteries i 1 perruqueria.
L'any 2000 a Gressey hi havia 4 explotacions agrícoles.

## Equipaments sanitaris i escolars
El 2009 hi havia una escola maternal.

## Poblacions més properes
El següent diagrama mostra les poblacions més properes.